# Визави (телесериал)
«Визави» (исп. Vis a vis) — испанский телесериал. Премьера сериала состоялась 20 апреля 2015 года на телеканале Antena 3. С 2017 года сериал выходил на телеканале FOX España. В мае 2019 года было объявлено о том, что запланирован спин-офф сериала под названием «Визави: Оазис».

## Сюжет
Молодая женщина, Макарена Феррейро, влюбляется в своего босса и по его просьбе совершает ряд финансовых преступлений. В итоге она попадает в тюрьму Крус-дель-Сур, где ей грозит срок в семь лет. Ей предстоит испытать трудности жизни в тюрьме и, в особенности, сложные взаимоотношения между заключенными, среди которых наиболее опасной является Сулема Саир. В это же время, её семья за пределами тюрьмы пытается найти крупную сумму денег, спрятанную одной из заключённых.

## В ролях

### Основной состав
- Мэгги Сивантос — Макарена "Мака" Феррейро, заключённая в Крус-дель-Сур(1,2 сезоны), заключённая в Крус-дель-Норте(3,4 сезоны)
- Найва Нимри — Сулема "Суле" Саир, заключённая в Крус-дель-Сур(1,2 сезоны), заключённая в Крус-дель-Норте(3,4 сезоны)
- Альба Флорес — Сарай "Цыганка" Варгас, заключённая в Крус-дель-Сур(1,2 сезоны), заключённая в Крус-дель-Норте(3,4 сезоны)
- Мария Исабель Диас — Соледад "Соле", "Мамочка" Нуньес, заключённая в Крус-дель-Сур(1,2 сезоны), заключённая в Крус-дель-Норте(3,4 сезоны)
- Берта Васкес — Эстафания "Кудряшка" Кабила, заключённая в Крус-дель-Сур(1,2 сезоны), заключённая в Крус-дель-Норте(3,4 сезоны)
- Марта Аледо — Тереса "Тере" Гонсалес, заключённая в Крус-дель-Сур(1,2 сезоны), заключённая в Крус-дель-Норте(3,4 сезоны)
- Лаура Баэна — Антониа Диес, заключённая в Крус-дель-Сур(1,2 сезоны), заключённая в Крус-дель-Норте(3,4 сезоны)
- Инма Куэвас — Ана Белен Анабель, заключённая в Крус-дель-Сур(1,2 сезоны), заключённая в Крус-дель-Норте(3 сезон)
- Ициар Кастро — Гойя Фернандес, заключённая в Крус-дель-Норте(3,4 сезоны)
- Абриэль Самора —  Луна Гарридо, заключённая в Крус-дель-Норте, транссексуалка(3,4 сезоны)
- Рут Диас — Мерседес Каррильо, заключённая в Крус-дель-Норте(3 сезон, гостевое появление в 4 сезоне)
- Уичи Чиу — Акаме, заключённая в Крус-дель-Норте, лидер китаянок(3 сезон)
- Адриана Пас — Альтаграсия Герреро, надзиратель в Крус-дель-Норте(3 сезон), заключённая в Крус-дель-Норте(4 сезон)
- Рамиро Блас — Карлос Сандоваль, врач в Крус-дель-Сур(1,2 сезоны), комендант в Крус-дель-Сур(3 сезон), комендант в Крус-дель-Норте(4 сезон)
- Кристина Пласас — Миранда Агирре, комендант в Крус-дель-Сур(1,2 сезоны)
- Роберто Энрикес — Фабио Мартинес, надзиратель в Крус-дель-Сур(1,2 сезоны)
- Альберто Веласко — Антонио Паласиас, надзиратель в Крус-дель-Сур(1,2 сезоны), надзиратель и позже комендант в Крус-дель-Норте(4 сезон)
- Харлис Бесерра — Исмаэль Вальбуэна, надзиратель и позже глава охраны в Крус-дель-Сур(1,2 сезоны)
- Хесус Кастехьон — Демиан Кастильо, инспектор Гражданской гвардии(1-4 сезоны)
- Карлос Иполито — Леопольдо Феррейро, отец Макарены(1,2 сезоны)
- Мария Сальгейро — Энкарна Молина, мать Макарены(1,2 сезоны)
- Дэниел Ортис — Роман Феррейро, брат Макарены(1,2 сезоны)

## Сезоны
| Сезон | Сезон | Телеканал  | Эпизодов | Выход в эфир      | Выход в эфир     | Средняя аудитория (доля) |  |
| Сезон | Сезон | Телеканал  | Эпизодов | Начало трансляции | Конец трансляции | Средняя аудитория (доля) |  |
| ----- | ----- | ---------- | -------- | ----------------- | ---------------- | ------------------------ |  |
|       | 1     | Antena 3   | 11       | 20 апреля 2015    | 2 июля 2015      | 3,547,000 (19.9%)        |  |
|       | 2     | Antena 3   | 13       | 31 марта 2016     | 22 июня 2016     | 2,431,000 (14.2%)        |  |
|       | 3     | FOX España | 8        | 23 апреля 2018    | 11 июня 2018     | 151,000 (0.8%)           |  |
|       | 4     | FOX España | 8        | 3 декабря 2018    | 4 февраля 2019   | 129,000 (0,7%)           |  |
|       |       |            |          |                   |                  |                          |  |
| Всего | Всего | Всего      | 40       | 20 апреля 2015    | 4 февраля 2019   | 6,258,000 (35,6%)        |  |